# Miquel Dalmau Diana
Miquel Dalmau Diana (Sineu, 1940 - Llucmajor, 28 o 29 d'abril de 2010) va ser un metge i empresari mallorquí, copropietari i màxim accionista de la Policínica Miramar, que ocupà el càrrec de president del Reial Mallorca entre 1992 i 1995.

## Biografia
Es llicencià en medicina a la Universitat de Barcelona el 1964 i amplià estudis a Washington. S’especialitzà en medicina interna i posà en funcionament, a la Policlínica Miramar, la unitat de nefrologia. Entre 1973 i 1990, fou director de la Policlínica Miramar i, des de 1973, en presidí el Consell d'Administració. Introduí a les Illes Balears noves tècniques diagnòstiques i terapèutiques. Publicà articles a revistes científiques.
Pel que fa a la seva activitat al RCD Mallorca, en el context de la reconversió del club en SAD, l'entitat mallorquinista estava la vora de la desaparició, i Dalmau Diana amb l'ajuda d'un grup de mallorquinistes, entre els quals destacaven Cristòfol Pizà i Simó Pere Barceló, el 26 de juny de 1992 va reunir els doblers necessaris amb l'aval de la Banca March, i es va convertir en nou president del Mallorca. El 1978 fou un dels fundadors del Sindicat Mèdic de les Balears.
El seu cadàver va ser trobat a l'interior del seu cotxe, en un precipici de la zona costanera mallorquina de Cap Blanc, al municipi de Llucmajor, el 30 d'abril de 2010. Dalmau tenia problemes econòmics després que fos acusat de delictes d'apropiació indeguta en la seva gestió de la clínica de la que era màxim accionista, i hagués de dipositar una fiança de més de tres milions d'euros. Després de la seva mort els seus hereus foren condemnats a retornar diners a la societat gestora de la clínica, per aquest afer.